# Portugiesische Badmintonmeisterschaft 1964
Die Portugiesische Badmintonmeisterschaft 1964 fand in Lissabon statt. Es war die siebente Austragung der nationalen Titelkämpfe in Portugal.

## Titelträger
| Disziplin    | Sieger                         |
| ------------ | ------------------------------ |
| Herreneinzel | Alegre dos Santos              |
| Dameneinzel  | Isabel Rocha                   |
| Herrendoppel | Fernando Pinto Pinto Alves     |
| Damendoppel  | nicht ausgetragen              |
| Mixed        | Alegre dos Santos Isabel Rocha |